# Zatoka Algierska
Zatoka Algierska (arab. خليج الجزائر, Chalidż al-Dżaza’ir) – zatoka Morza Śródziemnego, położona u wybrzeży Algierii. Zatoka ma kształt półkola o średnicy około 15,27 km, rozciąga się pomiędzy przylądkami Cap Matifou (na wschodzie) i Cap Caxine (na zachodzie). Zajmuje powierzchnię około 98,8 km². Ma 7 km długości i około 15 km szerokości. Nad wybrzeżem zatoki leżą miasta Algier i Burdż al-Kifan. Do zatoki uchodzi rzeka Wadi al-Harrach. W 1816 roku w zatoce miało miejsce bombardowanie Algieru.